# Fårticka
Fårticka (Albatrellus ovinus) är Medelpads landskapssvamp.
Fårtickans hatt är 10–20 cm bred och färgen är vit eller gulvit. Svampens fot är vit och köttet kan också få gulgrön färg. Fårtickan luktar gott och smaken är god, och eftersom den är rätt stor och kraftig är den en utmärkt blandsvamp. Fårtickan trivs i mossig barrskog och hittas vanligast i augusti och september månad. För ovana svampplockare är fårtickan en bra svamp eftersom den inte har några giftiga dubbelgångare. Däremot förväxlas den ofta med den ätliga brödtickan och taggsvampen.
Fårtickan är inte särskilt god att äta ensam och bör därför blandas med andra svampsorter som är lite godare. Ett användningsområde för fårtickan är som ersättning för tryffel, bland annat i leverpastej.
Förr i tiden kunde man dryga ut till exempel köttfärs med mald fårticka.